# Una noche en El Relámpago
 Una noche en El Relámpago  es una película en blanco y negro de Argentina dirigida por Miguel Coronatto Paz sobre su propio guion que se produjo en 1950 pero nunca se estrenó. El Relámpago fue uno de los programas cómicos de radio más populares y su acción transcurría en la redacción del imaginario periódico que daba nombre al programa, pero su versión fílmica, con actores que lo interpretaban en la radio, nunca se estrenó.
La película tiene la particularidad de tener fotogramas subliminales sobre mujeres en paños menores

## Reparto
- Cristina de los Llanos
- Guido Gorgatti
- Mangacha Gutiérrez
- Tincho Zabala